# 侯艳琪
侯艳琪（1970年3月—），女，山西清徐人，出生於天津，中华人民共和国外交官，曾任中华人民共和国驻尼泊尔特命全权大使，现任中华人民共和国驻东盟使团特命全权大使。

## 生平
侯艳琪毕业于北京大学东语系乌尔都语专业，1996年进入中华人民共和国外交部亚洲司工作。1998年，外派驻巴基斯坦大使馆任随员，后升任三秘。2001年，回到亚洲司任三秘，后升任副处长。2007年，外派驻洛杉矶总领事馆任一秘衔领事。2009年，回到亚洲司任一秘、处长。2012年，调外交部涉外安全事务司任处长。2013年，回亚洲司任参赞。2015年，升任亚洲司副司长。2018年12月，出任中华人民共和国驻尼泊尔大使。2022年10月，自驻尼泊尔大使离任。12月，出任中华人民共和国驻东盟大使。

## 家庭
已婚，有一子。